# Obafemi Martins
Obafemi Akinwunmi Martins (født 28. oktober 1984 i Lagos, Nigeria) er en nigeriansk fodboldspiller, der spiller som angriber for Shanghai Greenland Shenhua  den kinesiske liga.

## Karriere

### Inter
I perioden 2001 til 2006 spillede Martin i den italienske storklub Inter, hvor han var med til at vinde den italienske pokalturnering Coppa Italia i både 2005 og 2006.
Herefter har han haft en række kortere ophold i forskellige europæiske klubber, hvor han var forbi klubberne Newcastle United, VfL Wolfsburg, FC Rubin Kazan og Birmingham City F.C..

### Levante UD
I september 2012 indgik Martins en to-årig kontrakt med den spanske Primera Division klub Levante UD. Han kom til klubben på en fri transfer fra russiske FC Rubin Kazan, hvor han var blevet fritstillet fra sin kontrakt.
Det blev dog ikke til mere end et halvt år i klubben. Martins valgte nemlig i marts 2013 at købe sig selv fri af kontrakten med spaniere for 22 millioner kroner, for derefter at skifte til den amerikanske Major League Soccer-klub Seattle Sounders FC.

## Landshold
Martins debuterede for Nigerias landshold den 29. maj 2004 i et opgør mod Irland. Allerede i denne kamp scorede han sit første mål. Han var efterfølgende med i den nigerianske trup til African Nations Cup i både 2006, 2008 og 2010, samt til VM i 2010.

## Titler
Coppa Italia
- 2005 og 2006 med Inter